# Punta del Mig (Cotlliure)
La Punta del Mig és un cap en forma de punxa de la costa de la Marenda del terme comunal de Cotlliure, a la comarca del Rosselló (Catalunya del Nord). Està situada a la zona nord-est del terme de Cotlliure, a l'extrem nord de la Platja i del Port d'Avall. La punta queda al bell mig del costat oriental del port de Cotlliure, d'on el seu nom.